# Бурмак Петро Васильович
Петро Васильович Бурмак (6 травня 1901, Благодатне — 7 червня 1969) — радянський державний і військовий діяч, генерал-лейтенант НКВС СРСР (потім МВС СРСР), 6-й командувач внутрішніми військами НКВС СРСР.

## Біографія
Народився 6 травня 1901 року в селі Благодатному Маріупольського повіту Катеринославської губернії (нині селище міського типу Волноваського району Донецької області) в сім'ї селянина. Українець. В рідному селі закінчив початкову школу (три класи міністерського училища), працював підрядником. З осені 1920 року входив до складу правління сільськогосподарської комуни, з літа 1921 року працював у власному господарстві.
У РСЧА з 1922 року, служив в конвойних військах в Краснодарі (вересень 1922 — березень 1923), потім в Майкопі (квітень 1923 — серпень 1925). Був старшим інструктором конвойного загону, помічником командира взводу. З вересня 1925 року по вересень 1927 року навчався в Ульяновській піхотній школі, де у червні 1926 року вступив до ВКП(б).
Після закінчення навчання став помічником начальника застави. У жовтні 1928 року призначений заступником начальника застави, у березні 1930 року — на посаду помічника коменданта ділянки, а в грудні цього ж року став інструктором підготовки 18-го прикордонного загону (Житковичі, БРСР).
З травня 1932-го по травень 1936 року навчався у Військовій академії імені М. В. Фрунзе. У жовтні 1936 року був призначений на посаду старшого керівника тактики 4-ї Саратовської школи прикордонних і внутрішніх військ НКВС СРСР. 1 лютого 1938 року обійняв посаду начальника 20-го Славутського прикордонного загону (Київський військовий округ) На цій посаді 3 серпня 1938 року йому присвоєне військове звання майора.
15 липня 1939 року став начальником прикордонних військ НКВС СРСР Читинського округу. 11 березня 1940 року призначений на посаду начальника прикордонних військ НКВС СРСР Забайкальського округу. 4 червня 1940 року йому було присвоєно звання генерал-майора.
27 липня 1944 року став начальником прикордонних військ НКВС Українського округу. На цій посаді йому 17 листопада 1944 року присвоєно звання генерал-лейтенанта.
30 березня 1946 року призначений на посаду начальника Головного управління внутрішніх військ МВС СРСР, став 6-м командувачем цими військами.
3 квітня 1952 року зайняв пост начальника Головного управління внутрішньої охорони МДБ СРСР. 19 березня 1953 року став заступником начальника Головного управління прикордонних військ МВС СРСР. 19 грудня 1953 року був звільнений з органів за станом здоров'я.
Помер 7 червня 1969 року. Похований в Києві на Лук'янівському військовому кладовищі.

## Відзнаки
- Два ордени Леніна (25 липня 1949, 29 жовтня 1949);
- Два ордени Червоного Прапора (3 листопада 1944, 29 жовтня 1948);
- Орден Суворова II ступеня (21 вересня 1945);
- Орден Богдана Хмельницького II ступеня (20 жовтня 1944);
- Три ордени Червоної Зірки (26 квітня 1940, 20 вересня 1943, 24 серпня 1949);
- Три медалі;
- Заслужений працівник НКВС (15 лютого 1941).